# Нёйи-сюр-Сен
Нёйи́-сюр-Сен (фр. Neuilly-sur-Seine [nœˈji syʁ sɛn] — «Нёйи на Сене») — коммуна в департаменте О-де-Сен, на юге примыкающая к Булонскому лесу — западной окраине Парижа. Население около 59267 чел. (на 2021 год).
Главная улица Нёйи, авеню Шарля де Голля, является естественным продолжением Елисейских Полей. Через Сену в Нёйи переброшен мост XVIII века — выдающийся памятник инженерной мысли того времени (расширен в 1935—40 годах). Булонский замок короля Франциска I не сохранился.

## История
В XX веке это предместье стало приютом состоятельных жителей Парижа, в особенности бизнесменов и представителей творческой интеллигенции. 27 ноября 1919 года в Нёйи-сюр-Сен был заключён Нёйиский договор между Болгарией и странами Антанты.
15 мая 1993 года в Нейи-сюр-Сен был убит террорист Эрик Шмитт, который в течение 46 часов удерживал в заложниках группу детей (21 ребёнка) в местном детском саду, требуя выкуп 100 000 000 франков.

## Известные уроженцы
- Жорж Малиссар (1877—1942) —  скульптор.
- Анри Рабюссон (1850—1922) — писатель.
- Жан-Поль Бельмондо (1933—2021) — актер.
- Мишель Морган (1920—2016) — актриса.
- Фабрис Абулькер (род. 1959) — композитор.
- Фредерик Бегбедер (род. 1965) — писатель.
- Николя Саркози (род. 1955) — мэр Нейи-сюр-Сен в 1983—2002 годах, президент Франции в 2007—2012 годах.
- Марин Ле Пен (род. 1968) — политик. Президент «Национального объединения» (2011—2021).